# Inverkip
Inverkip (escocês gaélico: Inbhir Chip) é uma vila e paróquia da área administrativa de Inverclyde e do condado histórico de Renfrewshire, na região oeste das Lowlands centrais da  Escócia. Fica situada a cerca de 4 milhas (6,4 km) a sudoeste de Greenock na via principal A78. 